# Windgap

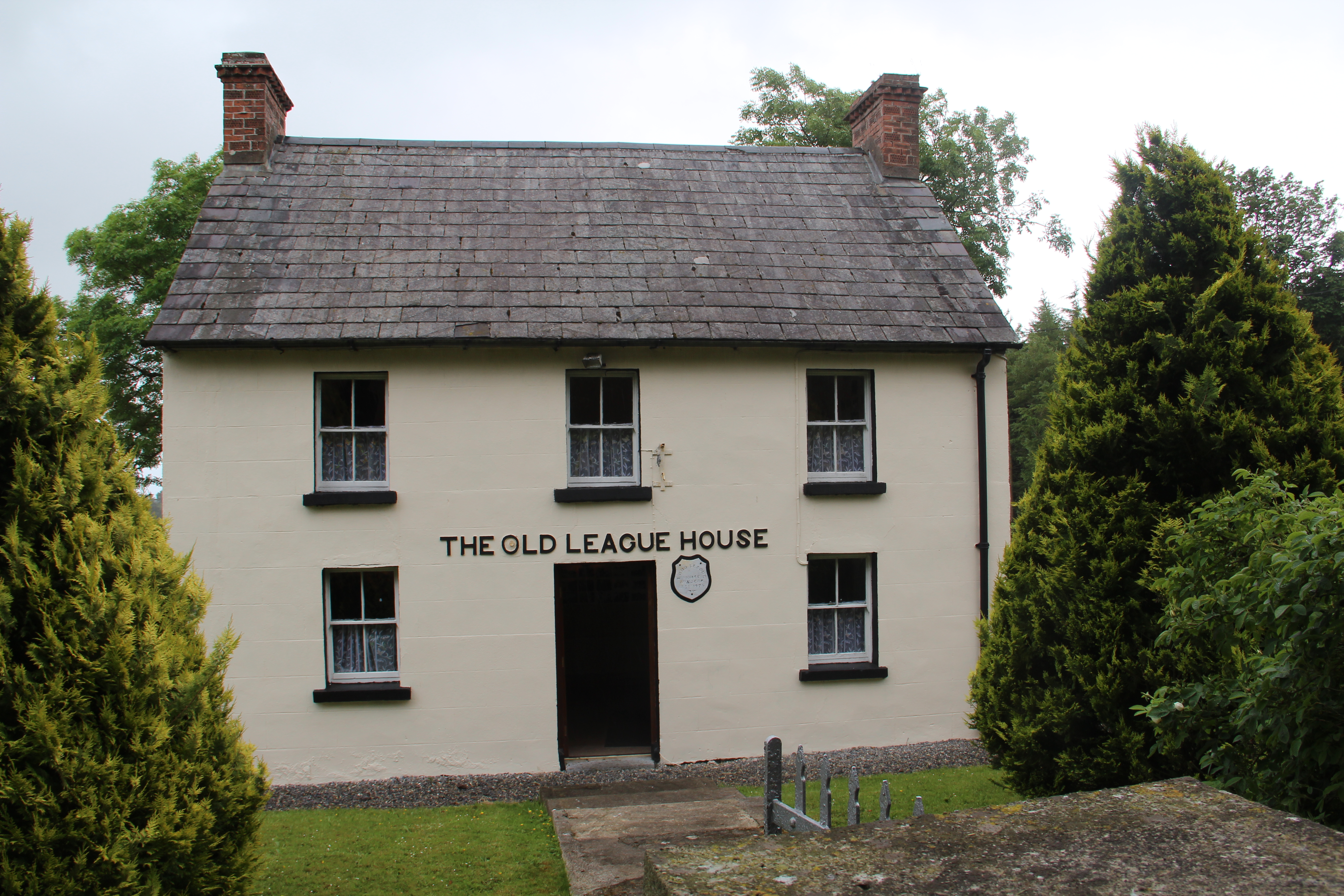
The Old League House i Windgap.

Windgap (iriska: Beárna na Gaoithe) är ett samhälle i grevskapet Kilkenny på Irland.
Windgap ligger på vägen R698 och den närmsta huvudvägen är N76 mellan Kilkenny och Clonmel.